# El Sufragio, Sinaloa
El Sufragio är en ort i Mexiko.   Den ligger i kommunen El Fuerte och delstaten Sinaloa, i den västra delen av landet, 1 200 km nordväst om huvudstaden Mexico City. El Sufragio ligger 36 meter över havet och antalet invånare är 338.
Terrängen runt El Sufragio är platt åt sydväst, men åt nordost är den kuperad. Runt El Sufragio är det ganska glesbefolkat, med 23 invånare per kvadratkilometer. Närmaste större samhälle är San Blas, 3,0 km nordost om El Sufragio. Trakten runt El Sufragio består till största delen av jordbruksmark.